# 並木伸一郎
並木 伸一郎（なみき しんいちろう、1947年2月16日 - ）は、日本の作家、超常現象研究家、怪奇現象研究家。血液型はA型。

## 経歴
東京都出身。
小学生時代に父親にUFOの本を買い与えられたことがきっかけで、UFOや超常現象に強い興味を抱き始める。早稲田大学を卒業して日本電信電話公社（電電公社、後の日本電信電話）に就職後、勤務の傍ら、UFO中心の研究グループである「日本宇宙現象研究会」と「日本フォーティアン協会」を設立。後に全国に約400人の会員を数えるほどになる。
電電公社の勤務後、UFOや未確認動物(UMA)を含む超常現象・怪奇現象の研究に専念。前述の日本宇宙現象研究会と日本フォーティアン協会の会長、およびアメリカのUFO研究組織であるMUFON』（the Mutual UFO Network、相互UFOネットワーク）の日本代表、国際隠棲動物学会の日本通信員を兼任しており、UFO研究やUMA研究など、オカルト分野の第一人者ともいわれる。

## 著書
著作にUFO関連として『UFO入門』、UMA関連として『未確認動物UMA大全』『未確認生物目撃ファイル』、超常現象・怪奇現象関連として『封印怪談』『大江戸怪奇事件ファイル』『最強の都市伝説』『怪奇報道写真ファイル』。
そのほか『プロジェクト・ルシファー』『オーパーツの謎』『NASA秘録』など多数の書籍があり、オカルト雑誌『ムー』のメインライター、『ムー』のモバイルサイトの総監修のほか、雑誌・新聞などでも幅広い活動を行なっている。

### 単著
- 『ここまでわかった UFOの秘密』（立風書房）1984年1月 ISBN 978-4651015088
- 『悪魔の密約 - 謎の宇宙人Krill』（二見書房）1990年3月 ISBN 978-4576900339
- 『第6の密約 - 米政府とエイリアンが仕組む大陰謀』（学習研究社）1990年10月 ISBN 978-4051051297
- 『ミステリー・サークルが解けた!! - 失われた古代の叡知と謎のサーキュリアン』（学習研究社）1991年9月 ISBN 978-4051057039
- 『死神ヒトラー1999年の大降臨 - ノストラダムス、戦慄の黙示録』（廣済堂出版）1992年5月 ISBN 978-4331005712
- 『日本の超怪奇ミステリー』（廣済堂出版）1993年2月 ISBN 978-4331651667
- 『あの魔の三角地帯（バミューダ・トライアングル）の謎がついに解けた!! - 人間も!船も!飛行機も消える!!』（学研）1993年4月 ISBN 978-4052001727
- 『UFO戦慄の事件ファイル(1)』（学研）1994年3月 ISBN 978-4054003149
- 『UFO地球滅亡の危機 - 人類をマインド・コントロールする戦慄の新事実!! アラファト議長暗殺が世界大崩壊への火蓋だ』（ロングセラーズ）1994年7月 ISBN 978-4845404445
- 『日本の怪奇事件集 - 鮮明証拠写真が明かす禁断の"闇"情報』（ロングセラーズ）1995年7月 ISBN 978-4845404797
- 『世界の怪奇事件集 - 戦慄ショック! 本当にあった「謎と恐怖」最新版』（ロングセラーズ）1995年7月 ISBN 978-4845404803
- 『真実の超常事件ファイル50』（学習研究社）1996年3月 ISBN 978-4054006683
- 『謎の怪事件ファイルX 日本篇』（二見書房）1996年6月 ISBN 978-4576960647
- 『驚愕のビックリ事件簿 - 写真が証拠!』（二見書房）1997年1月 ISBN 978-4576961828
- 『世にも不思議な未確認動物の謎』（二見書房）1997年5月 ISBN 978-4576970509
- 『謎の怪事件ファイルX 海外篇』（二見書房）1997年8月 ISBN 978-4576971032
- 『人類は古代核戦争で一度滅亡した - シュメール粘土板が明かす 古代マヤ文明の神々が警告する『2012年』の危機』（ロングセラーズ）1997年9月 ISBN 978-4845405503
- 『UFO大撃墜 - 彼等は味方ではなかった…。』（ぶんか社）1997年10月 ISBN 978-4821105779
- 『UFO大図鑑』（グリーンアロー出版社、グリーンアロー・グラフィティ）1997年11月 ISBN 978-4766332247
- 『数字にまつわる世にも不思議な事件簿』（二見書房）1997年12月 ISBN 978-4576971841
- 『封印された「黒聖書（アポクリファ）」の真実 - 古代ユダヤに葬られた禁断の預言書』（ロングセラーズ）1998年3月 ISBN 978-4845405732
- 『不思議発掘! - 縄文超文明と日本ピラミッドの謎』（二見書房）1998年4月 ISBN 978-4576980393
- 『聖書の大預言 - 恐るべき暗号』（二見書房）1998年6月 ISBN 978-4576980935
- 『UFO 実録MIB事件簿』（ぶんか社）1998年7月 ISBN 978-4821105984
- 『超アンビリーバボー! - 超怪奇・超奇跡信じられない! 世界の仰天ニュース大公開。』（竹書房）1998年7月 ISBN 978-4812404065
- 『マーズ・ミステリー 火星超文明の謎 - “赤き軍神の星”に封印された太古の地球と火星をつなぐ宇宙人超文明の痕跡!!』（学習研究社）1998年10月 ISBN 978-4054008380
- 『人類滅亡への7つのシナリオ - 警告! 1999年』（竹書房）1998年12月 ISBN 978-4812404454
- 『宇宙考古学が明かす神の遺伝子の真実 - 「天空の神々」の秘密と「真・人類史」の全貌』（ロングセラーズ）1999年1月 ISBN 978-4845406098
- 『ノストラダムス永遠と無限 - 天空の大魔王・月の魔力』（駿台曜曜社）1999年5月 ISBN 978-4896921816
- 『超知覚サイコメトラー - 難事件を解決した実在の超感覚探偵たち』（二見書房）2000年2月 ISBN 978-4576005249
- 『世界超常事件ファイル50』（学習研究社）2000年8月 ISBN 978-4054011052
- 『世界おどろき史話 - 歴史がますます面白くなる! 』（三笠書房）2001年4月 ISBN 978-4837971757
- 『オーパーツの謎 - 知られざる神々の遺産』（学習研究社）2002年8月 ISBN 978-4054016712
- 『未確認動物UMAの謎』（学習研究社）2002年12月 ISBN 978-4054018860
- 『宇宙人の謎 - 地球にやってきた異形のエイリアン』（学習研究社）2003年8月 ISBN 978-4054021716
- 『火星人面岩の謎』（学習研究社）2004年3月 ISBN 978-4054023673
- 『未確認飛行生物UFC「スカイフィッシュ」』（学習研究社）2004年8月 ISBN 978-4054025264
- 『世界UMA事件ファイル』（学習研究社）2005年7月 ISBN 978-4054028005
- 『世界怪奇事件ファイル』（学習研究社）2005年10月 ISBN 978-4054029125
- 『世界生まれ変わり事件ファイル』（学習研究社）2006年4月 ISBN 978-4054030565
- 『最新! 世界怪事件ファイル102』（竹書房）2006年8月 ISBN 978-4812428191
- 『プロジェクト・ルシファー』（徳間書店）2006年9月 ISBN 978-4198622107
- 『呪いの真相 - 歴史の闇にあった、あの事件の呪いとは…』（竹書房）2006年12月 ISBN 978-4812429747
- 『2012年地球は滅亡する!』（竹書房）2006年12月 ISBN 978-4812429730
- 『世界超不思議事件ファイル55 - 科学で解明できない不可思議な事件は、今も起こりつづけている!!』（学習研究社）2007年3月 ISBN 978-4054034044
- 『本当に会った!! 未確認生物目撃ファイル』（竹書房）2007年4月 ISBN 978-4812430972
- 『未確認動物UMA大全』（学習研究社）2007年5月 ISBN 978-4054034501
- 『最強の都市伝説』（経済界）2007年5月 ISBN 978-4766783988
- 『決定版 超古代オーパーツFILE』（学習研究社）2007年9月 ISBN 978-4054035737
- 『昭和の都市伝説』（経済界）2007年10月 ISBN 978-4766784077
- 『日本の怪奇100』（マガジンランド）2007年10月 ISBN 978-4944101269
- 『最新版 日本全国で発生している!! 驚愕の怪事件』（竹書房）2007年11月 ISBN 978-4812433133
- 『本当にあった! 世にも不思議な事件集』（学習研究社）2008年1月 ISBN 978-4054036543
- 『決定版 超怪奇UFO現象FILE』（学習研究社）2008年1月 ISBN 978-4054036598
- 『最強の都市伝説2』（経済界）2008年5月 ISBN 978-4766784244
- 『封印怪談』（経済界）2008年7月 ISBN 978-4766784305
- 『UFO極秘プロジェクトと日本自衛隊』（学習研究社）2008年11月 ISBN 978-4054039285
- 『最強の都市伝説3』（経済界）2009年5月 ISBN 978-4766784503
- 『封印怪談2』（経済界）2009年6月 ISBN 978-4766784510
- 『妖怪を見た人びと』（学習研究社）2009年7月 ISBN 978-4054042414
- 『世界UMAショック』（マガジンランド）2009年7月 ISBN 978-4944101733
- 『大江戸怪奇事件ファイル』（経済界）2009年12月 ISBN 978-4766784602
- 『未確認飛行物体UFO大全』（学習研究社）2010年1月 ISBN 978-4054044425
- 『眠れないほど面白い都市伝説』（三笠書房）2010年1月 ISBN 978-4837965336
- 『フリーメイソンとロストシンボルの「真実」』（竹書房）2010年4月 ISBN 978-4812441886
- 『最強の都市伝説4』（経済界）2010年5月 ISBN 978-4766784695
- 『封印怪談3』（経済界）2010年6月 ISBN 978-4766784725
- 『スーパーUMA目撃ファイル2010 - 本当に会った!! 』（竹書房）2010年6月 ISBN 978-4812442296
- 『眠れないほどおもしろい世界史「不思議な話」』（三笠書房）2010年7月 ISBN 978-4837965602
- 『戦国武将の都市伝説』（経済界）2010年12月 ISBN 978-4766784824
- 『人類への警告! 最期の審判は2012年からはじまる』（竹書房）2010年12月 ISBN 978-4812444290
- 『完全版 世界のUFO現象FILE - 衝撃UFO写真とエイリアン極秘ファイルのすべて』（学研パブリッシング）2011年3月 ISBN 978-4054049161
- 『オーパーツ大全』（竹書房）2012年3月 ISBN 978-4812445228
- 『決定版 最強のUMA図鑑』（学研パブリッシング）2011年5月 ISBN 978-4054049901
- 『最強の都市伝説5』（経済界）2011年6月 ISBN 978-4766785012
- 『眠れないほどおもしろい「聖書」の謎』（三笠書房）2011年6月 ISBN 978-4837966050
- 『神々の遺産オーパーツ大全』（学習研究社）2011年7月 ISBN 978-4054050105
- 『完全版 超古代オーパーツ』（学研パブリッシング）2011年9月 ISBN 978-4054050839
- 『未確認動物UMA大全』（学研パブリッシング）2012年2月 ISBN 978-4054051850
- 『未確認動物UMAの謎』（ポプラ社）2012年7月 ISBN 978-4591129982
- 『知っておきたい!! 「死海文書」封印の真実』（竹書房、竹書房文庫）2012年9月 ISBN 978-4812491003
- 『史上最強の都市伝説 弩 』（竹書房、竹書房文庫）2012年12月 ISBN 978-4812492451
- 『未確認動物UMAの謎 珍獣奇獣編』（ポプラ社）2013年2月 ISBN 978-4591132289
- 『眠れないほど面白い「秘密結社」の謎』（三笠書房）2013年4月 ISBN 978-4837966753
- 『眠れないほど面白い死後の世界 - 前世、臨死体験、輪廻転生……の謎に迫る!』（三笠書房）2014年6月 ISBN 978-4837967187
- 『未確認生物UMAと巨大生物』（竹書房）2014年10月 ISBN 978-4812488195
- 『未知動物の事件ファイル』（学研教育出版）2014年12月 ISBN 978-4052040726
- 『世界の超人・怪人・奇人』（学研パブリッシング）2014年12月 ISBN 978-4054061941
- 『わ～いウワサ話と都市伝説』（学研教育出版）2015年3月 ISBN 978-4052041624
- 『真・呪われた心霊写真FILE (学研パブリッシング) 2015年7月 ISBN 978-4054063082
- 『眠れないほど面白いUFO 9割方、これは本当だ! - 「地球外知的生命体」の謎』（三笠書房）2015年11月 ISBN 978-4837967699
- 『ムー的 都市伝説』（学研プラス）2015年7月 ISBN 978-4054062917
- 『ムー的 古代遺跡』（学研プラス）2015年12月 ISBN 978-4054063822
- 『宇宙のオーパーツFILE 』（学研プラス）2016年4月 ISBN 978-4054064287
- 『ムー的 未解決事件』（学研プラス）2016年6月 ISBN 978-4054064454
- 『死後の世界の秘密がわかる本』（学研プラス）2016年6月 ISBN 978-4054064553
- 『世界を動かすユダヤの陰謀 人類をあやつる「闇の支配者」たち』（三笠書房）2016年8月 ISBN 978-4837967965
- 『だれも知らない都市伝説の真実 世界は陰謀で動いている!!』（学研プラス）2016年9月 ISBN 978-4054064997
- 『月の都市伝説』（学研プラス）2016年12月 ISBN 978-4054065277
- 『ムー的 世界の新七不思議』（学研プラス）2017年5月 ISBN 978-4054065611
- 『決定版 未確認動物UMA生態図鑑』（学研プラス）2017年9月 ISBN 978-4054065970
- 『ムー的 異界の七不思議』（学研プラス）2018年6月 ISBN 978-4054066434
- 『ヴィジュアル版 超極秘UFO・異星人図鑑』（学研プラス）2018年6月 ISBN 978-4054066533
- 『ムー的 未確認モンスター怪奇譚』（学研プラス）2018年11月 ISBN 978-4054066823
- 『決定版 超古代文明の遺産オーパーツ図鑑』（学研プラス）2019年3月 ISBN 978-4054067103
- 『ムー認定 神秘の古代遺産』（学研プラス）2019年9月 ISBN 978-4054067370
- 『ムー認定 驚異の超常現象』（学研プラス）2019年9月 ISBN 978-4054067387
- 『今こそ知っておくべき地球外生命体と宇宙の真実』（辰巳出版）2020年1月 ISBN 978-4777825011
- 『今こそ知っておくべきフリーメイソンの謎と爬虫類人種の陰謀』（2020年2月、辰巳出版） ISBN 978-4777825004
- 『眠れないほどおもしろい「密教」の謎: 驚くべき「秘密の世界」がそこに! 』（三笠書房）2020年4月 ISBN 978-4837969297
- 『ヒソヒソ話したくなる180秒の怖い話』（辰巳出版）2020年7月 ISBN 978-4777826490
- 『今こそ知っておくべき 聖書の預言 疫病の大流行とその後の世界』（辰巳出版）2020年8月 ISBN 978-4777826483
- 『眠れないほどおもしろい世界の三大宗教: キリスト教、イスラム教、仏教 - なぜ、こんなに劇的なの』（三笠書房）2021年4月 ISBN 978-4837969648
- 『機密解除!! ペンタゴンの極秘UFO情報』（ワン・パブリッシング）2021年12月 ISBN 978-4651201634
- 『特装版 ホンこわ! 47都道府県あなたの県の怖い話』1巻（理論社）2022年4月 ISBN 978-4652204870
- 『ムー認定 驚異の超常現象』（ワン・パブリッシング）2022年6月 ISBN 978-4651202242
- 『ムー認定 神秘の古代遺産』（ワン・パブリッシング）2022年6月 ISBN 978-4651202259
- 『ムー的 世界の新七不思議』（ワン・パブリッシング）2022年7月 ISBN 978-4651202501
- 『ムー的 異界の七不思議』（ワン・パブリッシング）2022年12月 ISBN 978-4651202969
- 『日本史 書き残されたふしぎな話: その時、「異界の扉」は開かれたのか?』（三笠書房）2023年3月 ISBN 978-4837930440
- 『実話禁忌集 異怪地録』（竹書房）2023年6月 ISBN 978-4801935730

### 共著
- 『水晶ドクロ大予言 - 古代マヤの秘宝が語る衝撃の未来』（学習研究社）1991年10月 ISBN 978-4051056513
- 『シンクロニシティ - 世にも奇妙な偶然の一致』（学習研究社）2000年3月 ISBN 978-4054012059
- 『FBI超能力捜査官マクモニーグルと「遠隔透視」部隊の真実 - リモート・ビューイングのすべて』（学習研究社）2007年2月 ISBN 978-4054029590
- 『神秘のオーパーツ クリスタル・スカルの謎 - 古代マヤの遺跡から発見された驚異の水晶頭蓋骨』（学習研究社）2008年6月 ISBN 978-4054037991
- 『UFO超古代文明対談 南山宏×並木伸一郎』（学習研究社）2016年2月 ISBN 978-4054063945

### 翻訳
- 『火星のモニュメント - NASAがひた隠す太古文明の痕跡』（学研）2003年7月 ISBN 978-4054018389

### 監修
- 『幻のツチノコを捕獲せよ!! 全国各地で目撃多発! ツチノコは必ずいる!!』（学習研究社）1989年7月 ISBN 978-4051034641
- 『知ってびっくり! 世界のなぞ・ふしぎ物語』（学研マーケティング）2012年3月 ISBN 978-4052034503
- 『ほんとうにあった!? 世界の超ミステリー1 UFOと宇宙人の謎』（ポプラ社）2012年7月 ISBN 978-4591129975
- 『ほんとうにあった!? 世界の超ミステリー2 未確認動物UMAの謎』（ポプラ社）2012年7月 ISBN 978-4591129982
- 『ほんとうにあった!? 世界の超ミステリー3 超古代文明とオーパーツの謎』（ポプラ社）2012年10月 ISBN 978-

4591131039
- 『ほんとうにあった!? 世界の超ミステリー4 未確認動物UMAの謎 珍獣奇獣編』（ポプラ社）2013年2月 ISBN 978-4591132289
- 『ほんとうにあった!? 世界の超ミステリー5 超怪奇現象の謎』（ポプラ社）2013年6月 ISBN 978-4591134788
- 『ほんとうにあった!? 世界の超ミステリー6 恐怖! 心霊現象の謎』（ポプラ社）2013年10月 ISBN 978-4591136072
- 『ほんとうにあった!?世 界の超ミステリー7 UFOと地球外文明の謎』（ポプラ社）2014年2月 ISBN 978-4591137581
- 『47都道府県 あなたの県の怖い話』上（理論社）2014年6月 ISBN 978-4652200582
- 『47都道府県 あなたの県の怖い話』下（理論社）2014年7月 ISBN 978-4652200599
- 『未知動物の事件ファイル おそいかかる! 謎のモンスター』（学研教育出版）2014年12月 ISBN 978-4052040726
- 『戦慄! 超常現象の謎』（ポプラ社）2015年2月 ISBN 978-4591142967
- 『ムー認定! 最驚!! 未確認生物UMAビジュアル大事典』（ワン・パブリッシング）2023年2月 ISBN 978-4651203126

## テレビ出演
- 『超ムーの世界』（2014年6月7日 - 8月17日、エンタメ～テレ）
- 『超ムーの世界 第二章』（2015年2月2日 - 4月20日 、エンタメ～テレ）
- 『超ムーの世界R』（2015年5月4日 - 2023年2月20日、エンタメ～テレ）
- 『シン・オカルト倶楽部』（2023年4月3日 - 、エンタメ～テレ）